# Daiã Cã
Daiã Cã (em mongol médio: ᠳᠠᠶᠠᠨ ᠬᠠᠭᠠᠨ; em mongol: Даян Хаан; romaniz.: Dayan Ḫan; em chinês: 達延汗), nascido Batumangu (em mongol: Батмөнх; romaniz.: Batumöngke; em chinês: 巴圖蒙克), foi grão-cã da Império Iuã do Norte, reinando de 1479 a 1517/43(?).